# Blaise Kouassi
Koffi Blaise Kouassi (* 2. Februar 1975 in Abidjan, Elfenbeinküste) ist ein ehemaliger ivorischer Fußballspieler.
Der Abwehrspieler spielte 37 Spiele für die Ivorische Fußballnationalmannschaft, u. a. eines bei der WM 2006 in Deutschland und vier beim Afrika-Cup 2006 in Ägypten.
| Personendaten    | Personendaten             |
| ---------------- | ------------------------- |
| NAME             | Kouassi, Blaise           |
| ALTERNATIVNAMEN  | Kouassi, Koffi Blaise     |
| KURZBESCHREIBUNG | ivorischer Fußballspieler |
| GEBURTSDATUM     | 2. Februar 1975           |
| GEBURTSORT       | Abidjan, Elfenbeinküste   |